# Агапова, Мария Михайловна
Агапова Мария Михайловна (род. 19 апреля 1973, Ленинград) – российская поэтесса.

## Описание
В 2004 году её, как одной из "наиболее ярких поэтов" 
театра "Послушайте", произведение публиковалось в Невском альманахе.
В 2011 году она получила премию "Гуру-Лауреат" в рамках награждения
поэтической премии имени Велимира Хлебникова "Послушайте!" из рук своего коллеги по театру с одноименным названием и президента премии Владимира Антипенко.
В 2023 году стихи Агаповой были опубликованы в литературно-историческом журнале "Что есть истина?" (№ 75, декабрь 2023)
Упоминается в издании "Энциклопедический словарь "Литераторы Санкт-Петербурга. XX век".
Была гостем в выпуске 8 передачи "Неравнодушные" на радио Санкт-Петербургского государственного университета.

## Творчество
- Вернётся. - СПб.: Геликон-Плюс, 2010. - 172 с.
- Мы рыбы. - СПб.: Знакъ, 2016. - 124 с.

### Рецензии
```
      Чувство выражено непрямо, оно выводит себя через конкретные предметы 
      окружающего мира, и эти предметы, в свою очередь, становятся физическими
      символами лирических переживаний.
[
8
]
```

## Без источников
Основоположник поэтического театра Театр поэтов «Послушайте!» и одноименного Поэтического Движения, Гуру-Лауреат Поэтической премии «Послушайте!» имени Велимира Хлебникова] (2011), культурный деятель, филолог, лингвист.
Закончила Санкт-Петербургский государственный университет, аспирантуру филологического факультета по кафедре фонетики отделения «Русский язык и литература», является автором ряда научных статей по фонетике русского языка и автором словаря «Колебания ударений имён существительных в предложно-падежных формах» (СПбГУ, 1998).
Мария Агапова была организатором самого первого выступления Поэтического Движения «Послушайте!» в клубе «Выборгская сторона» в 1998 году.
В 1998-2000 гг.  -  активный участник различных «уличных» акций Поэтического Движения «Послушайте!», целью которых было привлечение внимания общественности к современной поэзии, таких как «Чтения стихов у памятника Маяковскому», «Самосожжение» поэтов на Дворцовой площади», «Ходячие сборники», «Дуэль поэтов на Чёрной речке» (в которой стала победителем), «Живые памятники» и других, а также участник поэтических выступлений на таких площадках, как Театр эстрады имени А. И. Райкина, Планетарий.
Выступала в различных проектах Движения и Театра Поэтов «Послушайте!»: «Интерактивный памятник Живому Поэту» (2000), «Поэты «Послушайте!» в передаче «Мастерская Шадхана», «Театральный сезон на Пушкинской, 9» (2003 – 2008), фестиваль «Трансформер-Поэзия» в СКК (2009), «Street ЛИТО» (2009), «TV-Поэзия» (2011-2012), в  литературно-артистическом кабаре Бродячая собака (кафе), в арт-пространстве Этажи (выставочный центр) и других.
Является автором поэтических спектаклей, таких как «Зеркала» (2003), «Вокзалы» (2004), «Шоковая терапия» (2004), «Рябиновая настойка» (2006), «Агрессивный генезис» (2006), «Танго с виртуальным мужчиной» (2016), «Здравствуйте, Джокер!» (2016) и других, в которых она - и режиссёр, и исполнитель собственных стихов.
Была постоянным членом жюри ежегодного конкурса молодых поэтов имени В. Хлебникова.
В 2008 – 2013 гг. - постоянный участник авторской передачи В. Антипенко «Театр Поэтов» на телеканале ВОТ Ваше общественное телевидение!, а также автор и ведущая отдельных телепередач программы. Имеет дипломы телеканала ВОТ за активное участие в подготовке и проведении программ.
Постоянный «поэтический гость»  радиопрограмм «Поэтов Послушайте!» и «Театр Поэтов» на  Радио Петербург (2000 - 2019), автор и ведущая рубрики «Интересно о поэтах» (2000).
В 2016 году приняла участие в гастрольном туре Театра Поэтов в Бурятии (Улан-Удэ)], выступила с  интервью и стихами в TV-программе «Спросим прямо» (телерадиокомпания Тивиком.
Активно участвует в творческом проекте Санкт-Петербурга «Книжные Аллеи», в поэтических мероприятиях, которые проводят Книжная лавка писателей, Дом писателя, различные арт-пространства.
Печатается в изданиях Юность (журнал), «Археоптерикс», «Параллели судеб», «Клад», Столица и усадьба, «Я», «Радуга, «Дети подземелья», «Двери», «Окно»,  в газетах «Вечерний Петербург», «Вече Петербурга», «Правда жизни» и других.
Автор книг «Вернётся» (стихи, поэмы, 2010), «Мы рыбы» (стихи, 2016).
В настоящее время выступает со своими стихами и спектаклями на различных творческих площадках России.